# پیلون (کاستیا)
پیلون (به اسپانیایی: Pillune) یک کوه در پرو است که در Peru, Arequipa Region واقع شده‌است. پیلون ۵٬۰۰۰ متر بالاتر از سطح دریا واقع شده‌است.